# 부조역
부조역(Bujo station, 扶助驛)은 경상북도 경주시 강동면 유금리에 있는 동해선과 괴동선의 분기역 겸 신호장이다.
역명은 형산강 건너편의 국당리에서 유금리로 옮겨온 부조장(扶助場)이라는 시장에서 유래하였다.
2007년 6월 1일부터 여객 취급이 중단되어 모든 열차가 무정차 통과한다. 구 역사는 민간에 임대되었다가, 2023년 3월에 철거됐다.
2015년 4월 동해선 KTX 개통 및 신 포항역의 개업을 앞두고 기존 위치에서 북동쪽으로 이전했다. 2021년 12월 28일에 동해선이 완전히 이설되기 전까지는 동해선 신선과 동해남부선 구 선로의 분기 기능도 맡았다.

## 역사
- 1918년 12월 28일 : 배치간이역으로 영업 개시[2]
- 1945년 7월 10일 : 표준궤로 개량[3]
- 1972년 7월 20일 : 무배치간이역으로 격하[4]
- 1985년 11월 25일 : 보통역으로 승격[5]
- 1992년 6월 22일 : 배치간이역으로 격하[6]
- 2004년 12월 10일 : 무배치간이역으로 격하[7]
- 2007년 6월 1일 : 여객 취급 중지
- 2010년 8월 14일 : 강택건설(주)에 역사 민간임대
- 2013년 11월 7일 : 부산진 기점 132.8km로 변경[8]
- 2015년 2월 24일 : 동해본선 부조신호장 사용개시 고시[9]
- 2016년 4월 29일 : 부산진 기점 132.1km로 변경[10]
- 2021년 8월 26일 : 부산진 기점 131.2km 로 변경[11]
- 2021년 12월 28일 : 괴동선 기점이 효자역에서 부조역으로 변경[12]
- 2023년 3월 : 구 역사 철거

## 전각주
1. ↑  선애경 (2012년 2월 20일). “급행 기억상실증에 걸린 백치처럼 애달프다···부조역”. 《경주신문》. 2017년 1월 1일에 확인함.
2. ↑  조선총독부관보 휘보 경편철도운수개시인가, 1919년 1월 9일.
3. ↑  조선총독부관보 고시 제433호, 1945년 7월 6일.
4. ↑  대한민국 철도청 고시 제40호(1972.07.10)
5. ↑  대한민국 철도청고시 제90,91호, 1985년 11월 19일.
6. ↑  대한민국 철도청고시 제1992-20호, 1992년 6월 19일.
7. ↑  철도청고시 제2004-42호, 2004년 11월 29일.
8. ↑  국토교통부고시 제2013-652호 , 2013년 11월 7일.
9. ↑  국토교통부 고시 제2015-87호(2015.2.24)
10. ↑  국토교통부고시 제2016-224호 , 2016년 4월 29일.
11. ↑  국토교통부고시 제2021-1031호, 2021년 8월 26일.
12. ↑  “국토교통부 고시 제2021-1234호”.